# Châteauneuf-sur-Cher
Châteauneuf-sur-Cher je naselje in občina v osrednjem francoskem departmaju Cher regije Center. Leta 2011 je naselje imelo 1.483 prebivalcev.

## Geografija
Kraj leži v pokrajini Berry ob reki Cher, 26 km južno od Bourgesa.

## Uprava
Châteauneuf-sur-Cher je sedež istoimenskega kantona, v katerega so poleg njegove vključene še občine Chambon, Chavannes, Corquoy, Crézançay-sur-Cher, Saint-Loup-des-Chaumes, Saint-Symphorien, Serruelles, Uzay-le-Venon, Vallenay in Venesmes s 4.612 prebivalci.
Kanton Châteauneuf-sur-Cher je sestavni del okrožja Saint-Amand-Montrond.

## Zanimivosti
- bazilika Notre-Dame-des-Enfants iz 80-ih let 19. stoletja,
- grad iz 13. stoletja.